# 小行星2537
小行星2537（2537 Gilmore）是一颗绕太阳运转的小行星，为主小行星带小行星。该小行星于1951年9月4日发现。
該小行星以紐西蘭天文學家艾倫·C·吉爾摩命名。

## 轨道参数
小行星2537的轨道半长轴为2.6582313 UA，离心率为0.17。